# 花房幸次
花房 幸次（はなぶさ よしつぐ）は、江戸幕府の旗本。備中猿掛領の第2代領主。第7代山田奉行。日野資栄らは甥に当たる。

## 人物
天正9年（1581年）、備前の戦国大名・宇喜多氏の家臣であった花房正成の長男として生まれる。祖父花房正幸の「幸」の字を賜り幸次と名乗った。慶長19年（1614年）、大坂冬の陣で徳川家康に供奉し、翌年の大坂夏の陣で永井直勝に属した。元和9年（1623年）、父の死に伴い家督を相続。寛永2年（1625年）検地により所領から6,059石を打ち出す。寛永3年（1626年）から御使番に就任した。
寛永8年（1631年）に山田奉行へと転任し、役領として寛永10年（1633年）に伊勢国内から3,000石の加増を受けて9,059石を知行。その年に二見郷を伊勢神宮に寄進するよう将軍徳川家光に上申する。前年に九鬼氏が鳥羽藩から転封したことを契機に、それまで九鬼氏が横領していた6村、2,132石の所領を神領へと復帰させた。さらに前任の岡田善同が始めた山田奉行所の移転を進め、寛永12年（1635年）に役所を度会郡有滝村から小林村へと移し、翌年には船蔵も移すことで完了した。
寛永18年（1641年）4月20日、江戸で死去。享年61。三男の幸昌が家督を継いだ。同年、二見郷に幸次を顕彰した供養碑が建立された。